# Fissidens ernestii
Fissidens ernestii är en bladmossart som beskrevs av Irmscher 1921. Fissidens ernestii ingår i släktet fickmossor, och familjen Fissidentaceae. Inga underarter finns listade i Catalogue of Life.